# 유튜브 크리에이터 어워즈
유튜브 크리에이터 어워즈(영어: YouTube Creater Awards)는 특정한 구독자 수를 달성한 유튜브 크리에이터들에게 유튜브에서 제공하는 상이다. 이 상들은 채널의 구독자 수를 기반으로 하지만, 이 상을 받기전에 유튜브는 각 채널을 검토하여 해당 채널이 유튜브의 자체적인 커뮤니티 가이드 라인을 준수하는지 확인한다. 그 과정에서 유튜브는 잔인하거나 공포, 선정적, 정치적 콘텐츠와 다양한 비판 및 논란이 있는 채널에게는 수여를 거부할 수 있다.

## 상과 혜택

### 10만 구독자 이상의 상과 혜택
유튜브의 자체적인 기준에서 검증된 유튜브 채널이 특정 구독자에 도달해 유튜브 크리에이터 상의 자격이 있다고 판단되면 유튜브 재생 버튼이 새겨진 금속의 평평한 트로피를 수여한다. 트로피는 각 수치마다 크기가 다르며, 각 버튼과 플라크는 채널의 구독자 수에 따라 점차적으로 커진다. 실버와 골드상은 VidCon 2012에서 소개되었고 다이아몬드상은 VidCon 2015에서 소개되었다. 크리에이터 상은 뉴욕 회사인 Society Awards에 의해 제조된다.
현재는 대표적으로는 세 가지의 등급으로 나누어져 있으며 또한 희귀하게 소수에게만 수여 된 네 번째와 다섯 번째 등급도 있다.
실버버튼, 골드버튼, 다이아몬드 버튼
- 실버버튼 예시
- 왼쪽: Jan Zimmermann, 실버버튼
 오른쪽: Tim Lehmann, 골든버튼
- 엘살바도르인 유튜버 Fernanfloo(영어판)는 다이아몬드 버튼을 수상했다.

- 실버버튼(영어: Silver Creator Award)은 구독자 수가 100,000명 이상인 채널을 위한 상으로, 구버전과 최신버전이 있다. 구 버전은 니켈로 도금 된 백동 합금으로 만들어졌으며,[4] 최신 버전 (2020년 9월 14일 기준)은 니켈 92%, 탄소 5% 및 아연 2.5%이며 기타 금속이 미량 함유되어있다.[5] 또한 2018년 3월, 실버 플레이 버튼의 모양이 전면 유리창에 채널 이름이 인쇄된 창 상자 안에 들어있는 금속 버튼에서 채널 이름이 새겨져있는 깔끔한 평면 디자인의 금속 상패로 변경되었다.[6][7] 뿐만 아니라, 이 수준의 채널부터 디지털 인증 배지(유튜브 인증)를 신청할 수 있다.[8]

- 골드버튼(영어: Gold Creator Award)는 구독자 1,000,000명 이상을 달성한 채널을 위한 상이다. 이 상은 도금된 황동으로 제작되었다. 2018년 3월, 골드 플레이버튼의 모양은 전면 유리창에 채널 이름이 인쇄된 상자 안에 들어있는 금속 버튼에서 채널 이름이 새겨 져있는 깔끔한 평면 디자인의 금속 상패로 변경되었다.[9][10]

- 다이아몬드 버튼(영어: Diamond Creator Award)는 구독자 10,000,000명 이상을 달성한 채널을 위한 상이다. 삼각형 모양의 큰 무색 크리스탈 조각과 함께 은으로 도금된 금속으로 제작되었다.[11][12] 또한 이 상에 수여되는 버튼 부터는 전용 가방이 함께 지급된다. 35개의 채널이 수상 자격을 얻었다.[13] 2020년 6월 현재 이 수준에 도달한 채널은 653개이다.[14]

- 맞춤 크리에이터 어워즈(영어: Custom Play Button)는 구독자 50,000,000명 이상을 달성한 채널을 위한 크리에이터 상으로, 공식적인 상 목록에는 없다. 2020년 8월 현재 다음을 포함하여 13개의 채널이 해당 상을 받을 수 있는 수준에 도달했다.

- 2016년 12월 18일에 구독자 50,000,000명을 달성 한 최초의 크리에이터인 PewDiePie가 루비버튼(영어: Ruby Play Button)이라는 이름의 상을 받았다. 해당 상은채널 로고의 형태로 만들어졌고, 손의 앞부분에 주먹이 튀어 나온 모양이 문자 P와 비슷하게 양식화되었으며 빨간색이다. 또한 가장 오래 구독하고 여전히 활동중인 구독자에게 선물할 수 있는 몇 가지 부상도 함께 제공되었다.

- 구독자 50,000,000명을 달성 한 두 번째 유튜브 채널 T-Series도 2018년 9월 11일에 상을 받았다. 상에는 체외 촬영 을 통해 내부에 문자 T가 새겨져 있다. T-Series는 PewDiePie의 상과 달리 투명색 상을 받았다.
- 그리고 이 상을 받을 자격을 얻었지만 그 수상이 공개적으로 확인하지 않은 11개의 다른 채널이 있다. 여기에는 2019년 2월에 인증된 다른 5명이 포함된다. 상을 받은 수상자에는 2019년 6월에 검증된 3개의 추가 채널(Cocomelon, SET India 및 KondZilla) 2019년 10월에 자격을 획득 한 WWE 및 2 개의 추가 채널(Justin Bieber 및 Zee Music Company), 2020년 2월 획득한 3개 채널( Dude Perfect, Kids Diana Show 및 Like Nastya), 2020년 8월에 자격을 얻은 Vlad와 Niki가 있다.

- 구독자 100,000,000명 이상을 달성 한 채널을 위한  레드 다이아몬드 버튼(영어: Red Diamond Creator Award)는 다이아몬드 버튼에서 영감을 받아 만들어졌고, 커다란 진한 빨간색 크리스탈이 있는 플레이 버튼 삼각형 모양이다. 전용 가방의 색 역시 빨간색이며 전용 가방이 다이아몬드 버튼보다 더욱 고급스러운 디자인이다. 이 상은 크리에이터 어워즈 페이지에도 없고, 현재 이 수준에 도달한 채널은 11개이다.

- T- 시리즈 (2019년 5월 29일)
- PewDiePie (2019년 8월 25일)
- cocomelon
- MrBeast
- WWE
- Kids Diana Show
- SET India
- Zee Music Company
- Goldmines
- Like Nastya
- Vlad and Niki

### 10만 구독자 이하의 혜택
10만 구독자 이하는 실버버튼과 같은 상이 지급되지 않지만 대신 아래와 같은 다른 혜택이 제공된다.
- 그래파이트(영어: Graphite)는 구독자 100명에 도달한 채널을 위한 혜택이다. 대표적인 혜택으로, 크리에이터는 임의의 문자열 대신 youtube.com/channel/Example 과 같은 맞춤 사용자 이름과 URL을 가질 수 있게된다.

- 오팔(영어: Opal)는 구독자 1,000명 이상을 달성한 채널을 위한 혜택이자, 수익 창출을 위해 유튜브 파트너 프로그램에 신청하기 위한 세 가지 요구 사항 중 하나이다. 참고로 다른 두 가지의 수익 창출 조건은 지난 12개월 동안 총 채널 시청 시간이 최소 4,000시간이며, 자격 여부를 결정하기 위한 채널 콘텐츠에 대한 검토를 받아야 한다. 또한 수익을 창출하는 채널에서도 슈퍼챗을 사용할 수 있으며 게임 채널에서도 채널 멤버십을 사용할 수 있게된다.[26]

- 브론즈(영어: Bronze):는 구독자 10,000명 이상을 달성한 채널에 해당하는데, 채널이 수익을 창출하는 경우, 이 단계에서는 테스퍼링 수익 창출 옵션 중 하나로 추가해 준다.[27]

## 비판
이 상들은 구독자 수를 기준으로 하는데, 2019년 10월에 테크크런치 기사에 따르면,  몇몇 크리에이터들이 이 상을 받기위해 매크로와 같은 프로그램으로 구독자를 늘리고 있어 문제가 되었다.